# Quercus marlipoensis
Quercus marlipoensis — вид рослин з родини букових (Fagaceae), ендемік Китаю.

## Опис
Дуб середнього розміру. 

## Середовище проживання
Ендемік китайської провінції Юньнань. Росте на висотах до 1100 метрів. Росте у змішаних вічнозелених лісах. Відомий лише з одного місця зростання, яке тепер урбанізоване.